# Lagrioida australis
Lagrioida australis es una especie de coleóptero de la familia Anthicidae.

## Distribución geográfica
Habita en Tasmania (Australia).